# Форман, Николаус фон
Николаус фон Форман (нем. Nikolaus von Vormann; 24 декабря 1895, Ноймарк (Восточная Пруссия) — 26 октября 1959, Берхтесгаден) — немецкий военный деятель, участник обеих мировых войн, генерал танковых войск (27 июня 1944 год). Кавалер Рыцарского креста (22 августа 1943 года).

## Биография
Участвовал в Первой мировой войне.
После окончания войны служил в рейхсвере, прошел подготовку на офицера Генерального штаба.
С началом Второй мировой войны, 1 сентября 1939 года назначен офицером связи ОКХ при штаб-квартире фюрера.
С 1 июня 1940 по 26 февраля 1942 года начальник штаба XXVIII армейского корпуса, с которым воевал с самого начала восточной кампании против СССР.
С 26 декабря 1942 года командир 23-й танковой дивизии на южном участке советско-германского фронта.
С 31 декабря 1943 года командир XLVII танкового корпуса.
С 27 июня по 21 сентября 1944 года командующий 9-й немецкой армией.
С 5 октября 1944 года командующий укрепленными районами на Юго-Востоке Рейха. С 4 мая 1945 года комендант «альпийской крепости», на этой должности капитулировал.

## Награды
- Железный крест (1914) 2-го и 1-го класса (Королевство Пруссия)
- Королевский орден Дома Гогенцоллернов рыцарский крест с мечами (18 июня 1915)
- Нагрудный знак «За ранение» (1918) в золоте
- Почётный крест Первой мировой войны 1914/1918 с мечами (1934)
- Медаль «За выслугу лет в вермахте» с 4-го по 1-й класс
- Пряжка к Железному кресту 2-го класса (20 октября 1939)
- Пряжка к Железному кресту 1-го класса (25 июня 1940)
- Немецкий крест в золоте (1 апреля 1942)
- Рыцарский крест Железного креста (22 августа 1943)
- Упоминание в Вермахтберихт (4 ноября 1943, 20 февраля 1944)